# Hypaepa rubricata
Hypaepa rubricata är en insektsart som beskrevs av William Lucas Distant 1887. Hypaepa rubricata ingår i släktet Hypaepa och familjen lyktstritar. Inga underarter finns listade i Catalogue of Life.